# St. Emmeram (Münchenreuth)

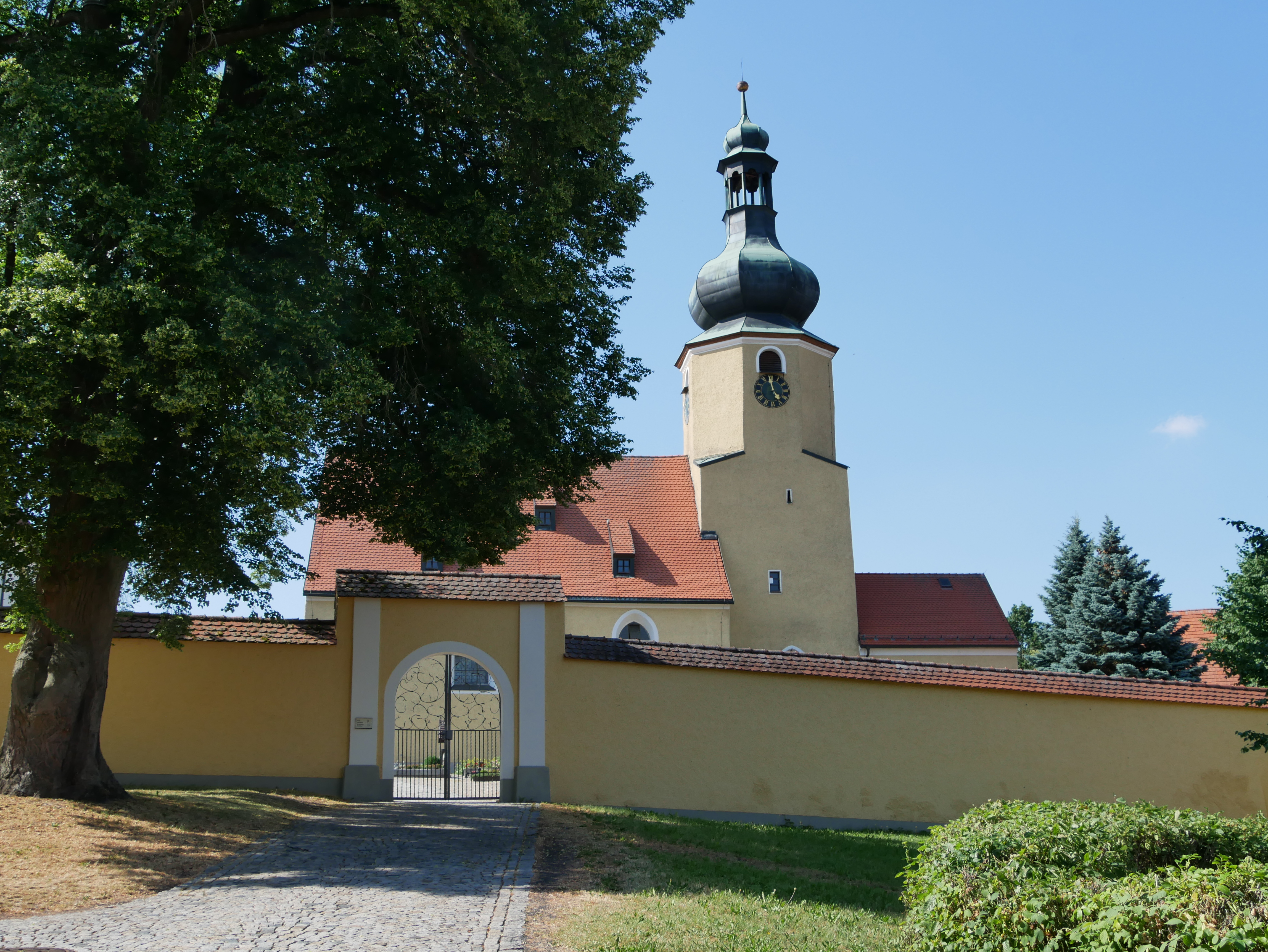
St. Emmeram in Münchenreuth

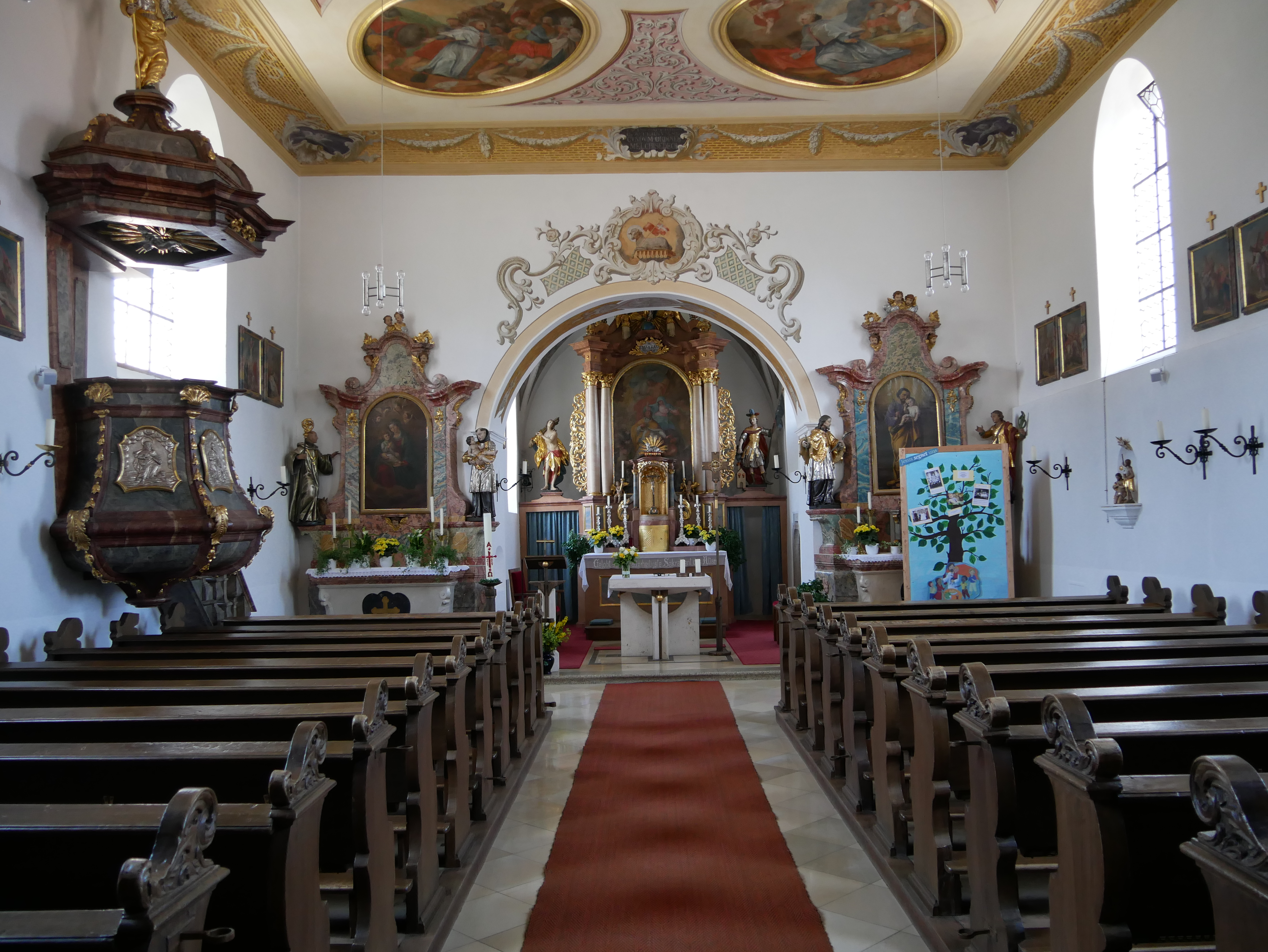
Innenansicht

Die römisch-katholische, denkmalgeschützte Pfarrkirche St. Emmeram steht in Münchenreuth, einem Gemeindeteil der Stadt Waldsassen im Landkreis Tirschenreuth in der Oberpfalz. Sie gehört zum Pfarrverband Waldsassen-Münchereuth im Bistum Regensburg. Das Bauwerk ist unter der Denkmalnummer D-3-77-158-79 als Baudenkmal in die Bayerische Denkmalliste eingetragen. 

## Beschreibung
Die im Kern gotische Saalkirche wurde 1648 barockisiert. Sie besteht aus einem Langhaus, das mit einem Satteldach bedeckt ist, und einem Chorturm auf quadratischem Grundriss im Osten, auf dessen oberstem achteckigem Geschoss, das die Turmuhr und den Glockenstuhl beherbergt, eine Zwiebelhaube sitzt, die von einer Laterne bekrönt wird. Die Sakristei wurde an die Ostwand des Chorturms angebaut. 
Der Innenraum des Langhauses ist mit einer Flachdecke überspannt, der des Chors, d. h. das Erdgeschoss des Chorturms, mit einem Muldengewölbe. Die Deckenmalereien im Langhaus zeigen Szenen aus dem Leben des heiligen Emmeram in Medaillons, die von Stuck gerahmt sind. Zur Kirchenausstattung gehört der um 1770 gebaute Hochaltar, der beidseitig von je zwei Säulen flankiert wird. Über den seitlichen Durchlässen stehen die Statuen des heiligen Florian und des heiligen Sebastian.

## Orgel

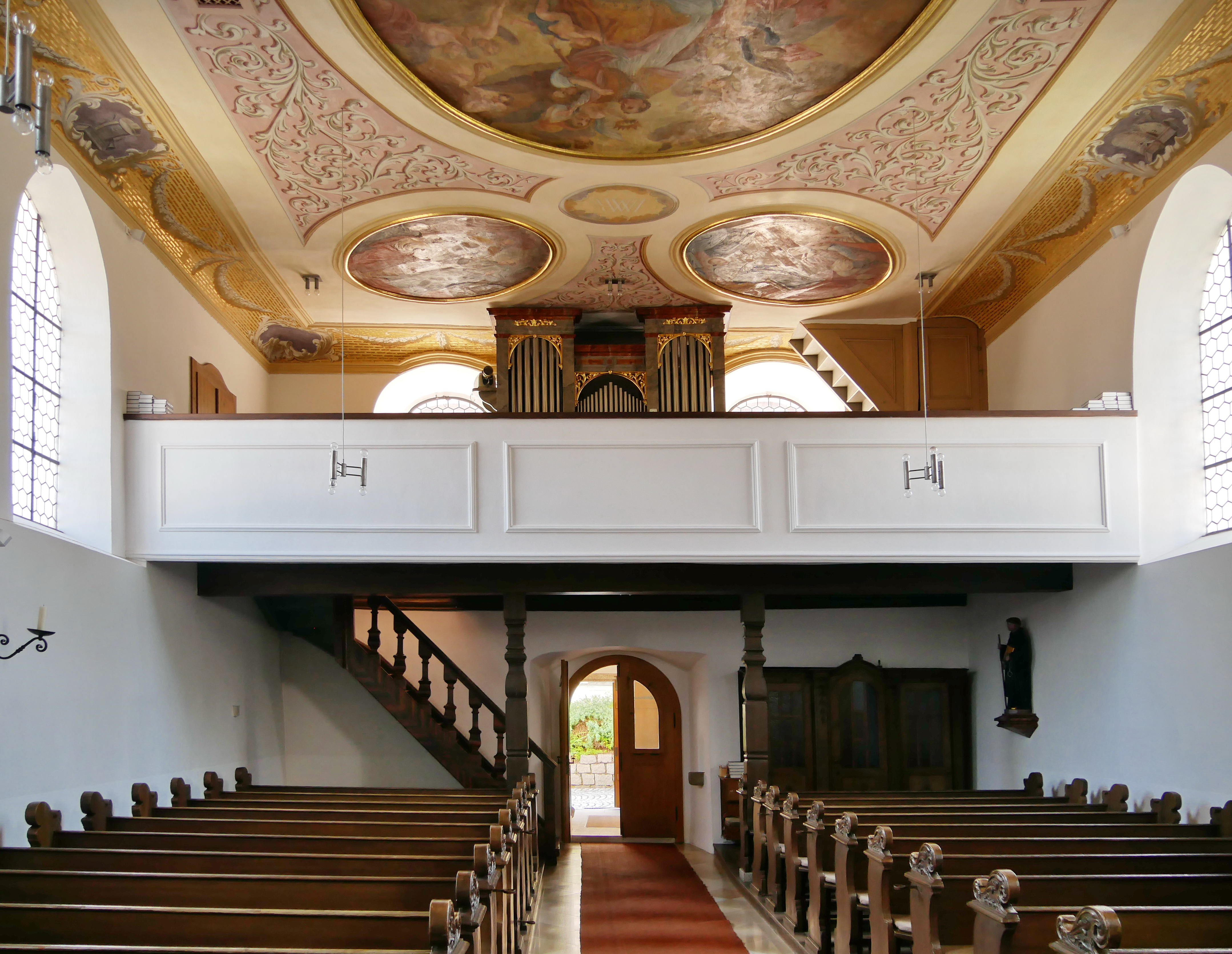
Orgel

Die rein mechanische Schleifladen-Orgel mit sechs Registern auf einem Manual und Pedal wurde 1878 von Heinrich Buck erbaut. Das Instrument wurde  von Eduard Hirnschrodt nach 1925 umgebaut. Die heutige Disposition lautet:
| Manual C–f3 |    |
| Gedackt     | 8′ |
| Gamba       | 8′ |
| Oktave      | 4′ |
| Schwegel    | 2′ |
| Mixtur III  |    |

| Pedal C–c1 |     |
| Subbaß     | 16′ |

- Koppel: M/P